# 鬼火
鬼火，是在墓地或戰場等大量遺骸的地點，出現自發性燃燒的現象之傳統稱呼，现代科学证明是动物骨骼进入地下发生一系列反应，产生了磷化氢气体。磷化氢气体较轻，浮出地面后接触空气會产生自燃，這即是鬼火。亦有說法認為是分解產生的碳氫氣體冷焰現象。古称“粦、燐”（音“临”）。古人因不知道原因，认为的“粦”是古战场人马尸体的靈血，经年落入草木后产生的奇特物质。与人接触即会发光，进入空气則会产生鬼火。

## 外部連結
- 维基共享资源上的相關多媒體資源：鬼火
- The Folklore of the British Isles
- The Earth's Anomalous Lightforms （页面存档备份，存于）
- The Ignis Erraticus - A Bibliographic Survey of the names of the Will-'o-the-wisp
- Spook Light 101: A Local Perspective[永久]

1. ↑  .   [2023-11-02]. （原始内容存档于2023-12-08）.